# (2716) Tuulikki
(2716) Tuulikki – planetoida z pasa głównego asteroid okrążająca Słońce w ciągu 3 lat i 237 dni w średniej odległości 2,37 j.a. Została odkryta 7 października 1939 roku w obserwatorium w Turku przez Yrjö Väisälä. Nazwa planetoidy pochodzi od Tuulikki, bogini lasów w mitologii fińskiej. Przed nadaniem nazwy planetoida nosiła oznaczenie tymczasowe (2716) 1939 TM.